# دوین هنی
دوین مایلز هنی (‎/ˈheɪni/‎؛ زادهٔ ۱۷ نوامبر ۱۹۹۸) بوکسور حرفه‌ای آمریکایی است. او چندین قهرمانی جهان را در دو وزن برگزار کرده است، از جمله قهرمانی بلامنازع در سبک وزن از سال 2022 تا 2023، و عنوان شورای جهانی بوکس (WBC) در وزن فوق سبک وزن از سال 2023 تا 2024